# Кливленд Монстерз
«Кли́вленд Мо́нстерз» (англ. Cleveland Monsters) — профессиональная хоккейная команда, выступающая в АХЛ. Базируется в городе Кливленд, штат Огайо, США. Команда вступила в лигу в 2007 году под названием «Лейк Эри Монстерз» и с 2015 года является фарм-клубом команды НХЛ «Коламбус Блю Джекетс». Домашние матчи проводит на стадионе «Куикен Лоунс-арена» в деловом центре Кливленда и имеет одну победу в Кубке Колдера, которую одержала в 2016 году.

## История

### Ранние годы
Команда возникла в 2007 году после того, как бизнесмен Дэн Гилберт приобрёл «спящую» франшизу АХЛ «Юта Гриззлис» (команда АХЛ из Юты прекратила существование в 2005 году, после чего одноимённая команда появилась в ECHL). Эта сделка состоялась после того, как выступавшая в 2001—2006 годах в Кливленде команда «Кливленд Баронс» переехала в Массачусетс, став «Вустер Шаркс». Команда названа в честь Бесси — змееподобного существа, якобы обитающего в озере Эри.
В сезоне 2007-08 «Монстерз» провели первую домашнюю игру в своей истории, соперником стал «Гранд-Рапидс Гриффинс», это произошло 6 октября 2007 года. Первым генеральным менеджером команды стал Крэйг Биллингтон, а главным тренером был назначен Джо Сакко.
В конце сезона 2010-11, «Монстерз» впервые в истории вышли в плей-офф Кубка Колдера, где их соперником в стартовом раунде стала команда «Манитоба Мус». Поведя в серии со счётом 3-1, «монстры» умудрились проиграть три следующих матча и вылететь со счётом 3-4.

### Эра «Коламбус Блю Джекетс»
17 апреля 2015 года, «Монстерз» сообщили о подписании многолетнего соглашения об аффиляции с командой НХЛ «Коламбус Блю Джекетс», которое начиналось с сезона 2015-16. Это было очередное географическое сближение главной и дочерней команд, которое проводили лиги в то межсезонье.
«Монстерз» закончили сезон 2015-16 с лучшим результатом в истории по набранным очкам (97) и вышли в плей-офф во второй раз в истории. 23 апреля 2016 года, «Монстерз» прошли первый раунд, со счётом 5:3 обыграв команду «Рокфорд Айсхогс», серия проходила до трёх побед и закончилась всухую. Далее, в полуфинале Западной конференции АХЛ, «монстры» прошли «гриффонов» из Гранд-Рапидс со счётом 4-2, а формат уже подразумевал семиматчевую серию. Больше в этом плей-офф «Монстерз» ни разу не проиграли. В финале конференции был обыгран «Онтарио Рейн», который защищал титул чемпиона АХЛ, а в финальной серии Кубка Колдера с тем же счётом 4-0 был вынесен «Херши Беарс». Решающая игра состоялась 11 июня 2016 года, а победный гол в овертайме забил Оливер Бьоркстранд.
Этот титул чемпиона АХЛ стал первым для команды из Кливленда спустя долгие годы, последний раз его выигрывали «Баронс» в далёком 1964 году, а суммарно клубы из Кливленда выигрывали его 10 раз. Также на решающей игре был показан второй результат в истории штата Огайо по посещаемости хоккейного матча (19 665). Рекорд был установлен 3 февраля 1996 года, когда 19 941 человек пришёл на игру «Кливленд Ламберджекс» против «Миннесоты Мус». Кроме того, это ещё и второй результат в истории Кубка Колдера, рекорд принадлежит «Чикаго Вулвз» и «Филадельфии Фантомс» и составляет 20 103 человека. Это произошло в 4 игре финала Кубка Колдера в 2005 году.
9 августа 2016 года, «Лэйк Эри Монстерз» сменили название на «Кливленд Монстерз». Под новым именем команда не смогла выйти в плей-офф в сезоне 2016-17. В сезоне 2017–18 «Монстерз» были первой командой, выбывшей из борьбы за плей-офф, не сумев выйти в плей-офф в девятый раз за 11 сезонов, и заняли последнее место в Западной конференции.

## Хоккей в Кливленде
Эти команды раньше играли в Кливленде. «Монстерз» увековечили память о них баннерами под сводами «Куикен Лоунс-арены».
- Кливленд Индианс/Фэлконс/Баронс (1929-1936 ИХЛ) (1936-1973 АХЛ) — девятикратный чемпион Кубка Колдера
- Кливленд Крусейдерс (1972-1976) ВХА
- Кливленд Баронс (1976-1978) НХЛ
- Кливленд Ламберджекс (1992-2001) ИХЛ
- Кливленд Баронс (2001-2006) АХЛ

## Рекорды клуба
Сезон
Голы (33) — Зак Далпе (2018-19)
Передачи (50) — Ти Джей Хенсик (2009-10)
Очки (71) — Трей Фикс-Волански (2022-23)
Штраф (215) — Дэн Маджио (2014-15)
Коэффициент пропущенных голов (2,11) — Седрик Дежарден (2011-12)
Карьера в клубе
Голы — 83 — Трей Фикс-Волански
Передачи — 110 — Трей Фикс-Волански
Очки — 193 — Трей Фикс-Волански
Штраф — 663 — Бретт Галлант
Вратарские победы — 60 — Калвин Пикард
Игры — 336 — Джастин Скотт